# Ben McAdams
Benjamin Michael McAdams (nacido el 5 de diciembre de 1974) es un político estadounidense que se desempeña como representante de los EE. UU. Para el 4.° distrito congresional de Utah desde 2019. Miembro del Partido Demócrata, anteriormente se desempeñó como Alcalde del Condado de Salt Lake desde 2013 hasta 2019 y en Utah. Senador estatal del 2.º distrito de 2009 a 2012, que incluye Salt Lake City, South Salt Lake, así como una porción de West Valley.
- Datos: Q4886138
- Multimedia: Ben McAdams / Q4886138